# Селтерби-Уртаташ
Селтерби-Уртаташ (баш. Селтәрби-урта-таш) — урочище в Ишимбайском районе Башкортостана.
Находится на правом берегу реки Сикася (приток реки Зиган) у восточной окраины села Макарово на территории заказника «Ишимбайский». Точное расположение: Макаровский лесхоз, Макаровское лесничество, кв. 46 (выд. 2, 3).
Представляет собой участок крутого каменистого коренного берега Сикаси с относительной высотой около 40 м над её уровнем. Ландшафты представлены широколиственными остепнёнными лесами (берёза бородавчатая) в сочетании с послелесными лугами на горных серых лесных и дерново-подзолистых почвах.
Постановлением Совета министров Башкирской АССР от 26 декабря 1985 года урочище стало ботаническим памятником природы. Площадь особо охраняемого объекта составляет 5,2 гектара. Основным назначением данного ООПТ является восстановление и охрана природного комплекса.
В урочище встречаются такие редкие растения как орляк обыкновенный, полынь сантолинолистная, шиверекия подольская, шиверекия северная и другие.
В урочище находится уникальный источник. На подошве склона находится карстовый источник Аллагуат.
Название происходит от башкирского Селтерби-урта-таш, что в вольном переводе означает — вытекающая из середины горы.